# 21-я стрелковая дивизия
21-я стрелковая Пермская Краснознамённая дивизия — воинское соединение РККА ВС СССР до, в период Великой Отечественной войны и после неё.
Сокращённое наименование — 21 сд.

## История
Сформирована 3 сентября 1918 года из отдельных партизанских отрядов Бирского уезда Пермской губернии, артиллерийской батареи путиловских рабочих Петрограда и Архангельской пехотной бригады, в которую входили Уфимский и Архангельский полки под наименованием 5-й Уральской пехотной дивизии. Входила в состав 3-й армии Восточного фронта. С сентября 1918 действовала на пермском направлении, в ноябре 1918 — феврале 1919 — в районе Осы. 19 марта 1919 года переименована в 21-ю стрелковую дивизию и вошла в состав 2-й армии Восточного фронта. В марте 1919 отошла к реке Кама, в апреле-мае вела бои против войск Колчака в районе Воткинска и отошла за реку Вятка. С мая 1919 года участвовала в освобождении Оханска, Осы, Кунгура, Челябинска. С июля по сентябрь 1919 года — в составе 3-й армии.
С сентября по декабрь 1919 побригадно в составе 5-й, 9-й и 15-й армий. После разгрома основных сил Колчака 3-я бригада дивизии была переброшена под Петроград на Западный фронт (в 15-ю армию), 1-я бригада (с управлением дивизии) — на Южный фронт, а 2-я осталась на Восточном фронте в районе Кургана в оперативном подчинении 26 стрелковой дивизии 5-й армии. В ноябре 2-я бригада была направлена в 9 армию, где в январе 1920 года была сосредоточена вся дивизия. В составе 9 армии 21 стрелковая дивизия приняла участие в освобождении Новочеркасска, Екатеринодара, Новороссийска.
С апреля 1920 года дивизия действовала на Западном фронте, а с февраля 1921 года — в районе Архангельска, Вологды, а затем перешла в подчинение помглавкома войсками по Сибири и участвовала в ликвидации бандитизма в Алтайском крае. В декабре 1920 года ей присвоено наименование 21-й Пермской.
В августе 1929 года 21-я Пермская территориальная стрелковая дивизия была включена в состав Особой Дальневосточной армии, принимала участие в боевых действиях на КВЖД, за боевые отличия постановлением ЦИК СССР, от 23 апреля 1930 года, была награждена Почётным революционным Красным знаменем.
В первой половине 1936 года дивизия передана в состав формирующегося 43-го стрелкового корпуса.
5 июня 1937 года на участке ответственности 21-й стрелковой дивизии РККА японские военнослужащие совершили вторжение на советскую территорию и заняли сопку у озера Ханка, однако при приближении к границе 63-го стрелкового полка — отступили на сопредельную территорию. Командир полка Иосиф Романович Добыш, опоздавший с выдвижением сил к линии границы, был привлечён к дисциплинарной ответственности, а затем приговорён к высшей мере наказания.
В действующей армии с 22 июня 1941 года по 9 мая 1945 года
На 22 июня 1941 года дислоцировалась на Дальнем Востоке (Спасск-Дальний), 11.09.1941 года начала переброску на северный участок Карельского фронта, доукомплектовывается в районе Иваново тяжёлым вооружением, и заняла рубеж по реке Свирь. 23.02.1942 года 21-я стрелковая дивизия передала 73-й морской стрелковой бригаде полосу обороны северо-восточнее Лодейного Поля в районе Ижорова Гора с передним краем по южному берегу реки Яндеба. 23.08.1942 114 сд направлена на передовую, сменив 21-ю сд на участке Бардовская — пос. Свирь-3 (28 км). После отражения наступления противника занимала оборону на том же рубеже вплоть до марта 1944 года, затем переброшена ещё севернее, в Заполярье, на Кандалакшское направление. В сентябре 1944 года участвовала в преследовании противника на кандалакшском и кестеньгском направлениях, в том числе в разгроме немецкой группировки в районе Алакуртти, вышла на советско-финскую границу.
В декабре 1944 года дивизию перебросили в Румынию, 04.12.1944 прибыла в Плоешти, затем передислоцирована под Бухарест, где стояла до января 1945 года.
В январе 1945 года переброшена в Венгрию, отражает удар вражеских войск на западнее канала Шарвиз. К 20.01.1945 года попала в окружение, вела бои в окружении по рубежу Аба, Шаркерестур, Якобсаллаш, Шарашд, c 21.01.1945 прорывается к своим, к 26.01.1945 вышла с боями в направлении Шаркерестур, Алап, на рубеж Цеце, северо-западнее Дунафёльдвар.
К 28.01.1945 года была пополнена и нанесла удар на север между каналом Шарвиз и Дунаем, к 31.01.1945 вышла на рубеж господский двор Сильфа, деревня Шарсентготак.
Принимала участие в Будапештской операции, затем в Балатонской оборонительной операции, в ходе Венской стратегической операции наступала из района Надьбаиом на Надьканижа.

## В составе
| Подчинение         | Подчинение            | Подчинение | Подчинение              | Подчинение |
| Дата               | Фронт (округ)         | Армия      | Корпус (группа)         | Примечания |
| ------------------ | --------------------- | ---------- | ----------------------- | ---------- |
| 03.09.1918 года    | Восточный фронт       | 3-я армия  |                         |            |
| январь 1919 года   | Восточный фронт       | 2-я армия  |                         |            |
| июль 1919 года     | Восточный фронт       | 3-я армия  |                         |            |
| сентябрь 1919 года | Восточный фронт       | 5-я армия  |                         |            |
| январь 1920 года   | Южный фронт           | 9-я армия  |                         |            |
| май 1920 года      | Западный фронт        | 16-я армия |                         |            |
| июнь 1920 года     | Западный фронт        | 15-я армия |                         |            |
| июль 1920 года     | Западный фронт        | 3-я армия  |                         |            |
| ноябрь 1920 года   | Западный фронт        | 15-я армия |                         |            |
| декабрь 1920 года  | Западный фронт        | 3-я армия  |                         |            |
| февраль 1921 года  | Беломорский ВО        |            |                         |            |
| март 1921 года     | Сибирский ВО          |            |                         |            |
| август 1929 года   |                       | ОКДА       |                         |            |
| 28 июня 1938 года  | Дальневосточный фронт |            |                         |            |
| 22.06.1941 года    | Дальневосточный фронт | 1-я армия  | 26-й стрелковый корпус  |            |
| 01.07.1941 года    | Дальневосточный фронт | 1-я армия  | 26-й стрелковый корпус  |            |
| 10.08.1941 года    | Дальневосточный фронт | 1-я армия  | 26-й стрелковый корпус  |            |
| 01.08.1941 года    | Резерв Ставки ВГК     | -          | -                       |            |
| 01.09.1941 года    | Карельский фронт      | 7-я армия  | -                       |            |
| 01.10.1941 года    |                       | 7-я армия  | -                       |            |
| 01.11.1941 года    |                       | 7-я армия  | -                       |            |
| 01.12.1941 года    |                       | 7-я армия  |                         |            |
| 01.01.1942 года    |                       | 7-я армия  |                         |            |
| 01.02.1942 года    |                       | 7-я армия  |                         |            |
| 01.03.1942 года    |                       | 7-я армия  |                         |            |
| 01.04.1942 года    | -                     | 7-я армия  |                         |            |
| 01.05.1942 года    | -                     | 7-я армия  |                         |            |
| 01.06.1942 года    | -                     | 7-я армия  |                         |            |
| 01.07.1942 года    | -                     | 7-я армия  |                         |            |
| 01.08.1942 года    | -                     | 7-я армия  |                         |            |
| 01.09.1942 года    | -                     | 7-я армия  |                         |            |
| 01.10.1942 года    | -                     | 7-я армия  | 4-й стрелковый корпус   |            |
| 01.11.1942 года    | -                     | 7-я армия  | 4-й стрелковый корпус   |            |
| 01.12.1942 года    | -                     | 7-я армия  | 4-й стрелковый корпус   |            |
| 01.01.1943 года    | -                     | 7-я армия  |                         |            |
| 01.02.1943 года    | -                     | 7-я армия  |                         |            |
| 01.03.1943 года    | -                     | 7-я армия  |                         |            |
| 01.04.1943 года    | -                     | 7-я армия  |                         |            |
| 01.05.1943 года    | -                     | 7-я армия  |                         |            |
| 01.06.1943 года    | -                     | 7-я армия  |                         |            |
| 01.07.1943 года    | -                     | 7-я армия  |                         |            |
| 01.08.1943 года    | -                     | 7-я армия  |                         |            |
| 01.09.1943 года    | -                     | 7-я армия  |                         |            |
| 01.10.1943 года    | -                     | 7-я армия  |                         |            |
| 01.11.1943 года    | -                     | 7-я армия  |                         |            |
| 01.12.1943 года    | -                     | 7-я армия  |                         |            |
| 01.01.1944 года    | -                     | 7-я армия  |                         |            |
| 01.02.1944 года    | Карельский фронт      | 19-я армия |                         |            |
| 01.03.1944 года    | Карельский фронт      | 19-я армия |                         |            |
| 01.04.1944 года    | Карельский фронт      | 19-я армия |                         |            |
| 01.05.1944 года    | Карельский фронт      | 19-я армия |                         |            |
| 01.06.1944 года    | Карельский фронт      | 19-я армия |                         |            |
| 01.07.1944 года    | Карельский фронт      | 19-я армия |                         |            |
| 01.08.1944 года    | Карельский фронт      | 19-я армия |                         |            |
| 01.09.1944 года    | Карельский фронт      | 19-я армия |                         |            |
| 01.10.1944 года    | Карельский фронт      | 19-я армия |                         |            |
| 01.11.1944 года    | Карельский фронт      | 14-я армия | 133-й стрелковый корпус |            |
| 01.12.1944 года    | Карельский фронт      | 14-я армия |                         |            |
| 01.01.1945 года    | 2-й Украинский фронт  | -          | 133-й стрелковый корпус |            |
| 01.02.1945 года    | 3-й Украинский фронт  | 26-я армия | 133-й стрелковый корпус |            |
| 01.03.1945 года    | 3-й Украинский фронт  | 26-я армия | 133-й стрелковый корпус |            |
| 01.04.1945 года    | 3-й Украинский фронт  |            |                         |            |
| 01.05.1945 года    | 3-й Украинский фронт  | 26-я армия | 30-й стрелковый корпус  |            |

## Состав
- 61-я Осинская стрелковая бригада[5][6] (с июня 1918 1-я Бирская советская бригада[7]; с июня 1922 — 61-й Осинский стрелковый полк[8]):
  - 1-й Бирский пехотный полк (впоследствии 181-й стрелковый полк, расформирован 18.07.1922 г.) (командир — Деткин П. И. с июня 1918 г.; Воробьёв Ф. 1920 г. Галяминкий П. 1921);
  - 2-й Бирский пехотный полк (впоследствии 182-й стрелковый полк, расформирован 5.07.1922 г.) (командиры: Деткин П. И. с августа 1918 г.; Буриченков Г. А. 1920 г.; комиссар — Глухов));
  - 3-й Бирский пехотный полк (впоследствии 183-й стрелковый полк) (командир — Кошурников А.));
  - 1-я Путиловская батарея);
  - Уфимский кавалерийский полк);
  - Архангельская четырёхорудийная батарея);
  - Отряд моряков (командир — Кожанов));
  - 51-й Владимирский полк (впоследствии расформирован).
- 62-я стрелковая бригада[9][10] (с декабря 1918 2-я Камская бригада) (командиры: Кукуран; Галлинг А. К. с февраля 1920 по ноябрь 1923; комиссары: Новожилов; Гвоздев И. С.с августа 1921 по апрель 1922; начальник штаба Чечет):
  - 56-й Костромской стрелковый полк (изначально 1-й Костромской Советский полк; впоследствии 184-й Костромской Образцовый Краснознамённый стрелковый полк) (командиры: Буреченков Г. А. с марта 1918 г.; Галинг А. К. с 07.01.1919 г., комиссары: Языков В. А.));
  - 57-й Шуйский стрелковый полк (впоследствии 185-й Шуйский стрелковый полк) (командиры Ушаков; Фролов Д. С. 1922; комиссары: Кочетов; Исаков Е. Н. 1924);
  - 58-й Владимирский стрелковый полк (изначально 1-й Советский Владимирский полк; впоследствии 186-й Владимирский стрелковый полк) (командиры: Лазарев; комиссары: Шишкин);
  - 4-й Камский пехотный полк);
  - Осинский кавалерийский полк.
- 63-я стрелковая бригада (с сентября 1918 3-я бригада 5-й Уральской дивизии; после 17.02.1922 — 139-я стрелковая бригад в составе 47-й стрелковой дивизии)[11][12]:
  - Полк имени Володарского (изначально Стальной отряд 3-го Интернационала; впоследствии 187-й Краснознамённый им. Володарского стрелковый полк; 256-й стрелковый полк с июня 1921, 86-й стрелковый полк имени Володарского с июля 1922) (Командиры: Короваев; комиссары Чижов);
  - 10-й Советский стрелковый полк (с 1.06.1919 188-й Вятский Краснознамённый ордена Красного знамени стрелковый полк; с 23.07.1920 — 416-й стрелковый полк 47-й стрелковой дивизии; расформирован 21.01.1921) (командиры: Кузнецов Фёдор 1920; Филиппов Александр 1920; Яковлев В. Ф. апрель 1920 — июль 1922);
  - 11-й Святогорский стрелковый полк (с 10.06.1919 189-й Вятский Краснознамённый ордена Красного знамени стрелковый полк; с 30.07.1920 — 417-й стрелковый полк 47-й стрелковой дивизии).

- 1-я бригада:
  - 181-й стрелковый полк (ранее 1-й Бирский пехотный полк) (командир — Деткин П. И. с июня 1918 г.; Воробьёв Ф. 1920 г. Галяминкий П. 1921), расформирован 18.07.1922 г.
  - 182-й стрелковый полк (ранее 2-й Бирский пехотный полк) (командиры: Деткин П. И. с августа 1918 г.; Буриченков Г. А. 1920 г.; комиссар — Глухов), расформирован 5.07.1922 г.
  - 183-й стрелковый полк (ранее 3-й Бирский пехотный полк) (командир — Кошурников А.)
- 2-я бригада:
  - 184-й стрелковый полк (ранее 56-й Костромской стрелковый полк; изначально 1-й Костромской Советский полк; впоследствии 184-й Костромской Образцовый Краснознамённый стрелковый полк) (командиры: Буреченков Г. А. с марта 1918 г.; Галинг А. К. с 07.01.1919 г., комиссары: Языков В. А.)
  - 185-й стрелковый полк (ранее 57-й Шуйский стрелковый полк) (командиры Ушаков; Фролов Д. С. 1922; комиссары: Кочетов; Исаков Е. Н. 1924)
  - 186-й стрелковый полк (ранее 58-й (Казанский, Владимирский) стрелковый полк; изначально 1-й Советский Владимирский полк; впоследствии 186-й Владимирский стрелковый полк) (командиры: Лазарев; комиссары: Шишкин)
- 3-я бригада:
  - 187-й стрелковый полк (ранее 248-й стрелковый полк; изначально Стальной отряд 3-го Интернационала; затем полк им. Володарского; 256-й стрелковый полк с июня 1921, 86-й стрелковый полк имени Володарского с июля 1922) (Командиры: Короваев; комиссары Чижов)
  - 188-й стрелковый полк (ранее 252-й стрелковый полк; изначально 10-й Советский стрелковый полк; с 1.06.1919 188-й Вятский Краснознамённый ордена Красного знамени стрелковый полк; с 23.07.1920 — 416-й стрелковый полк 47-й стрелковой дивизии) (командиры: Кузнецов Фёдор 1920; Филиппов Александр 1920; Яковлев В. Ф. апрель 1920 — июль 1922), расформирован 21.01.1921
  - 189-й стрелковый полк (ранее 1-й Советский полк; изначально 11-й Святогорский стрелковый полк; с 10.06.1919 189-й Вятский Краснознамённый ордена Красного знамени стрелковый полк; с 30.07.1920 — 417-й стрелковый полк 47-й стрелковой дивизии)
- 2-й дивизион 21-й стрелковой дивизии (сформирован из 1-го дивизиона 21-й стрелковой дивизии и 4-го дивизиона 28-й стрелковой дивизии (11, 12 и 13 батареи))

Отдельные части  влитые в феврале 1921 года в 62-ю стрелковую бригаду, переданные из 40-й стрелковой дивизии в связи с реорганизацией, ранее (до февраля 1920 года) входившие в состав 87-й стрелковой бригады 29-й стрелковой дивизии:
- 259-й Лесновско-Выборгский стрелковый полк (расформирован 31.12.1921 г.)
- 260-й Петроградский стрелковый полк (расформирован 31.12.1921 г.)
- 261-й Василеостровский стрелковый полк (расформирован 31.12.1921 г.)

- Штаб дивизии (город Новониколаевск)
- 61-й Осинский стрелковый полк (г. Томск)
- 62-й Новороссийский Краснознамённый стрелковый полк (г. Новониколаевск)
- 63-й Шуйский стрелковый полк (г. Барнаул)
- Отдельный кавалерийский эскадрон (г. Новониколаевск)
- Лёгкий артиллерийский полк (г. Томск)
- Отдельная рота связи (г. Новониколаевск)
- Отдельная сапёрная рота (г. Новониколаевск)[15]

- Управление дивизии (Новосибирск)
- 61-й Осинский стрелковый полк (Томск)
- 62-й Новороссийский Краснознамённый стрелковый полк (Новосибирск)
- 63-й стрелковый им. М. В. Фрунзе полк (Барнаул)[17][18]
- 21-й артиллерийский полк (Томск)

- управление
- 94-й стрелковый Осинский полк
- 116-й стрелковый Новороссийский Краснознамённый полк
- 326-й стрелковый Верхнеудинский полк
- 78-й лёгкий артиллерийский полк
- 109-й гаубичный артиллерийский полк (до 09.02.1942)
- 93-й отдельный истребительно-противотанковый дивизион
- 37-я отдельная разведывательная рота
- 56-й отдельная сапёрный батальон
- 2-й отдельный батальон связи (761-я отдельная рота связи)
- 64-й медико-санитарный батальон
- 74-я отдельная рота химический защиты
- 129-я автотранспортная рота (430-й автотранспортный батальон, 801-я автотранспортная рота)
- 5-я ремонтно-восстановительная рота
- 724-я (79-я) полевая хлебопекарня
- 17-й (186-й) дивизионный ветеринарный лазарет
- 46-я дивизионная авторемонтная мастерская
- 130-я полевая почтовая станция
- 40-я (264-я) полевая касса Госбанка

## Командование

### Командиры
- Шванский С. С. (16 — 24.09.1918)[20]
- Дамберг Владимир Г. (24.09 — 28.10.1918)[20]
- Овчинников, Георгий Иванович (28.10.1918 — 2.07.1920), начдив
- Смолин, Иван Иванович (2.07 — 20.10.1920)[20]
- Пядышев, Константин Павлович (20.10.1920 — 12.04.1921)[20]
- Хатаевич, Мендель Маркович (лето 1921 — февраль 1921)
- Корицкий, Николай Иванович (февраль 1921 — март 1921)
- Пядышев, Константин Павлович (март 1921 — октябрь 1922)[21]
- Буриченков, Георгий Андреевич (февраль 1923 — ?)
- Клёнов, Пётр Семёнович (28.05.1923 — 21.07.1923)
- Угрюмов, Леонтий Яковлевич (30.07.1923 — 25.12.1923)
- Ашахманов, Павел Иванович (00.08.1924 — ?)
- Баринов, Александр Иванович, (01.05.1930-28.02.1934)
- Магон, Эрман Яковлевич (февраль 1934 — ноябрь 1936)
- Боряев, Иван Васильевич (15.11.1936 — 13.07.1937), комбриг
- Ксенофонтов, Александр Сергеевич (8.08.1937 — июнь 1938), полковник, с 17.02.1938 комбриг
- Коновалов, Андрей Иванович (26.03.1941 — 08.05.1941), комбриг
- Гнедин, Пётр Виссарионович (09.05.1941 — 08.12.1943), полковник, с 14.10.1942 генерал-майор
- Анфимов, Пётр Дмитриевич (20.12.1943 — 20.03.1944), полковник
- Архангельский, Владимир Алексеевич (25.03.1944 — 10.02.1945), полковник
- Воскресенский, Павел Иванович (11.02.1945 — 09.05.1945), полковник, с 19.04.1945 генерал-майор

### Заместители командира
- Мохин, Иван Васильевич (??.01.1942 — 18.04.1942), подполковник

### Начальники штаба
- Купчунас Феликс Фомич (16.09.1918—14.11.1918)
- Лус Эдуард Карлович (14.11.1918—26.08.1920)
- Чечот Михаил Николаевич (26.08.1920—27.02.1921)
- Пухов, Николай Павлович (январь 1921—28.03.1923)[22]
- Бураковский, Иван Николаевич (сентябрь 1938)
- Мохин, Иван Васильевич (??.10.1939 — ??.01.1942), майор, подполковник

### Военкомы
- Новиков Петр Васильевич (16.09 — 13.12.1918)[20]
- Парамонов, Анатолий Иванович (13.12.1918 — 10.01.1919)[20]
- Лиде, Адольф Михайлович (10.01 — 16.03.1919)[20]
- Шапошников Римм Сергеевич (16.03 — 27.03.1919)[20]
- Лиде, Адольф Михайлович (27.03 — 17.04.1919)[20]
- Гордеев Федор Гордеевич (17.04.20 — 20.10.1920)[20]
- Зильберт, Иосиф Исаевич (20.10 — декабрь 1920)[20]
- Дмитриев Ф. (декабрь 1920 — 30.01.1921)[20]
- Силютин С. Г. (30.01 — 07.08.1921)[20]
- Семенов Дмитрий Прокофьевич (05.05.1940—25.05.1942), бригадный комиссар
- Егоров Филипп Иванович (25.05.1942—02.03.1943), бригадный комиссар, с 20.12.1942 полковник
- Кулаков Петр Иванович (02.03.1943—11.06.1943), подполковник.[23]

### Начальники политотдела
- Морозов Абрам Иванович (05.05.1940—15.11.1941), батальонный комиссар
- Матвеев Александр Георгиевич (17.11.1941—05.02.1942), старший батальонный комиссар
- Кулаков Петр Иванович (05.02.1942—02.03.1943), старший батальонный комиссар, с 06.12.1942 подполковник
- Тимофеев Дмитрий Дмитриевич (24.03.1943—17.08.1945), майор, с 22.05.1943 подполковник.[23]

## Награды

### Дивизии
- 13 декабря 1920 года — награждена Орденом Красного Знамени.
- 23 апреля 1930 года — награждена Почётным Революционным Красным знаменем.[18][24]

### Частей дивизии
- 94-й стрелковый Осинский полк;
- 116-й стрелковый Новороссийский Краснознамённый полк;
- 326-й стрелковый Верхнеудинский полк.

### Военнослужащих дивизии
- Полещук, Василий Лукьянович, сержант, временно исполняющий должность командира взвода 326-го стрелкового полка.
- Дидигуров, Александр Андреевич, старший сержант, помощник командира стрелкового взвода, комсорг роты 326 стрелкового полка;
- Теслин, Александр Никитович, старшина, командир отделения взвода пешей разведки 94-го стрелкового полка;
- Шатов, Пётр Иванович, сержант, командир отделения 37-й отдельной разведывательной роты.

Комсостав
- Галлинг, Андрей Карлович, командир 62-й бригады: 1) Приказ РВС № 180: 1923 г. 2) Прик. РВСР № 201: 1923 г.[25]

181-й стрелковый полк
- Воробьёв Фёдор, командир 181-го стрелкового полка: Приказ РВС № 68: 1920 г.
- Галяминский Прокофий, командир 181-го стрелкового полка.
- Дронов Сергей Тихонович, начальник пешей разведки 181-го стрелкового полка.
- Иванов Иван: Красноармеец 181 полка: Прик. РВСР № 353: 1921 г.
- Иванов Иван Иванович: Красноармеец 181 стр. полка: Прик. РВСР № 8: 1921 г.

182-й стрелковый полк
- Бондарев Сергей : Ординарец 182 стр. полка: Прик. РВСР № 76: 1920 г.
- Буриченков Георгий Андреевич: Комполка 182: Прик. РВСР № 304: 1920 г.

183-й стрелковый полк
- Вагнер Андрей Филиппович: Пулемётчик 183 полка: Прик. РВСР № 105: 1924 г.
- Васяев Алексей : Отделком 183 стр. полка: Прик. РВСР № 225: 1920 г.

184-й стрелковый полк
- Аксёнов Иван Фёдорович : Пулемётчик 184 полка: Прик. РВСР № 334: 1920 г.
- Арсеньев Владимир Ильич : Пулемётчик 184 полка: Прик. РВСР № 334: 1920 г.
- Бахвалов Михаил Фёдорович : Пулемётчик 184 полка: Прик. РВСР № 334: 1920 г.
- Готовцев Геннадий Петрович : Красноармеец 184 полка: Прик. РВСР № 334: 1920 г.
- Гребнев Иван Иванович : Красноармеец 184 полка: Прик. РВСР № 334: 1920 г.
- Грудов Иван Васильевич : Красноармеец 184 полка: Прик. РВСР № 334: 1920 г.
- Гусев Николай Никифорович: Красноармеец 184 стр. полка: Прик. РВСР № 334: 1920 г.
- Гусев Яков Васильевич : Красноармеец 184 полка: Прик. РВСР № 334: 1920 г.
- Данилов Фёдор Васильевич: Комроты 184 стр. полка: Прик. РВСР № 8: 1921 г.
- Дмитриев Александр Иванович: Пулемётчик 184 полка: Прик. РВСР № 334: 1920 г.
- Дроздов Александр Александрович: Пулемётчик 184 полка: Прик. РВСР № 334: 1920 г.
- Думинов Николай Фёдорович: Красноармеец 184 полка: Прик. РВСР № 334: 1920 г.
- Ермаков Василий Петрович : Красноармеец 184 полка: Прик. РВСР № 334: 1920 г.
- Журавлёв Константин Михайлович : Красноармеец 184 полка: Прик. РВСР № 334: 1920 г.
- Золотов Сергей Александрович: Красноармеец 184 полка: Прик. РВСР № 334: 1920 г.
- Калинин Кузьма Васильевич: Пулемётчик 184 полка: Прик. РВСР № 334: 1920 г.
- Касаткин Михаил Васильевич: Коновод 184 полка: Прик. РВСР № 334: 1920 г.
- Кокорев Фёдор Иванович: Пулемётчик 184 полка: Прик. РВСР № 334: 1920 г.
- Кокорнов Александр Николаевич: Красноармеец 184 полка: Прик. РВСР № 334: 1920 г.
- Колычев Георгий Александрович: Пулемётчик 184 полка: Прик. РВСР № 334: 1920 г.
- Комаров Илья Григорьевич: Красноармеец. 184 полка: Прик. РВСР № 334: 1920 г.
- Корытов: Красноармеец 184 полка: Прик. РВСР № 353: 1921 г.
- Костылев Сергей Павлович: Пулемётчик 184 полка: Прик. РВСР № 334: 1920 г.
- Краюхин Александр Николаевич: Пулемётчик 184 полка: Прик. РВСР № 334: 1920 г.
- Кротов Иван Саввич: Комвзвода 184 стр. полка: Прик. РВСР № 502: 1920 г.
- Кузин Сергей Михайлович: Комбат 184 стр. полка: Прик. РВСР № 502: 1920 г.
- Курочкин Иван Николаевич: Пулемётчик 184 полка: Прик. РВСР № 334: 1920 г.
- Кучеровский Константин Михайлов: Пулемётчик 184 полка: Прик. РВСР № 334: 1920 г.
- Лебедев Александр Иванович: Пулемётчик 184 полка: Прик. РВСР № 334: 1920 г.
- Лебедев Павел Григорьевич: Пулемётчик 184 полка: Прик. РВСР № 334: 1920 г.
- Макаров Михаил Васильевич: Пулемётчик 184 полка: Прик. РВСР № 334: 1920 г.
- Мозгинцев Николай Васильевич: Красноармеец 184 полка: Прик. РВСР № 334: 1920 г.
- Мокеев Василий Александрович: Комбат 184 стр. полка: Прик. РВСР № 502: 1920 г.
- Морозов Константин Зиновьевич: Пулемётчик 184 полка: Прик. РВСР № 334: 1920 г.
- Мягков Алексей Фёдорович: Пулемётчик 184 полка: Прик. РВСР № 334: 1920 г.
- Новосёлов Семён Николаевич: Комроты 184 полка: Прик. РВСР № 338: 1920 г.
- Овчинников Фёдор Васильевич: Пулемётчик 184 полка: Прик. РВСР № 334: 1920 г.
- Петраков Константин Фролович: Пулемётчик 184 полка: Прик. РВСР № 334: 1920 г.
- Плисов Павел Иванович: Красноармеец 184 полка: Прик. РВСР № 334: 1920 г.
- Поспелов Константин Яковлевич: Красноармеец 184 полка: Прик. РВСР № 334: 1920 г.
- Разгуляев Степан Данилович: Красноармеец 184 полка: Прик. РВСР № 334: 1920 г.
- Ратников Александр Леонидович: Красноармеец 184 полка: Прик. РВСР № 334: 1920 г.
- Рощин Александр Иванович: Красноармеец 184 полка: Прик. РВСР № 334: 1920 г.
- Сизов Виктор Иванович: Пулемётчик 184 полка: Прик. РВСР № 334: 1920 г.
- Смирнов Алексей Владимирович: Пулемётчик 184 полка: Прик. РВСР № 334: 1920 г.
- Смирнов Михаил Иванович: Красноармеец 184 полка: Прик. РВСР № 334: 1920 г.
- Смирнов Николай Алексеевич: Красноармеец 184 полка: Прик. РВСР № 334: 1920 г.
- Смирнов Степан Васильевич: Красноармеец 184 стр. полка: Прик. РВСР № 334: 1920 г.
- Соколов Александр Дорофеевич: Пулемётчик 184 полка: Прик. РВСР № 334: 1920 г.
- Соколов Александр Иванович: Красноармеец 184 полка: Прик. РВСР № 334: 1920 г.
- Солнцев Алексей Фёдорович: Красноармеец 184 полка: Прик. РВСР № 334: 1920 г.
- Солнцев Сергей Николаевич: Красноармеец 184 полка: Прик. РВСР № 334: 1920 г.
- Титов Иван Иванович: Пулемётчик 184 полка: Прик. РВСР № 334: 1920 г.
- Фетисов Ефим Иванович: Комбат 184 стр. полка: Прик. РВСР № 8: 1921 г.
- Францев Александр Фёдорович: Красноармеец 184 полка: Прик. РВСР № 334: 1920 г.
- Шипов Иван Васильевич: Красноармеец 184 полка: Прик. РВСР № 334: 1920 г.
- Щербаков Александр Арсеньевич: Пулемётчик 184 полка: Прик. РВСР № 334: 1920 г.
- Щербаков Александр Михайлович: Красноармеец 184 полка: Прик. РВСР № 334: 1920 г.

185-й стрелковый полк
- Аверьянов Фёдор Васильевич : Санитар 185 полка: Прик. РВСР № 105: 1924 г.
- Бакеев Иван Михайлович : Разведчик 185 полка: Прик. РВСР № 330: 1920 г.
- Бердичев Лев Васильевич :: Каптенармус 185 Шуйского стр. полка: Прик. РВСР № 151: 1922 г.
- Глыбин Павел Иванович : Красноармеец 185 полка: Прик. РВСР № 105: 1924 г.
- Дмитриев Александр: Политрук команды пеших разведчиков 185 Шуйского стр. полка: Прик. РВСР № 151: 1922 г.
- Исаков Евгений Николаевич: Комиссар 185 полка: Прик. РВСР № 96: 1924 г.
- Кашин Николай Маркович: Красноармеец 185 полка: Прик. РВСР № 330: 1920 г.
- Козлов Сергей Ларионович: Старшина 185 полка: Прик. РВСР № 105: 1924 г.
- Кудрин Митрофан Алексеевич: Красноармеец 185 полка: Прик. РВСР № 330: 1920 г.
- Матвеев Кузьма Николаевич: Красноармеец 185 полка: Прик. РВСР № 105: 1924 г.
- Муликов Герман Петрович: Командир 1 бат. 185 стр. полка: Прик. РВСР № 145: 1922 г.
- Неумоев Георгий Иванович: Политрук 185 стр. полка: Прик. РВСР № 151: 1922 г.
- Осипов Александр Осипович: Комроты 185 стр. полка: Прик. РВСР № 145: 1922 г.
- Пеньков Степан Егорович: Красноармеец 185 полка: Прик. РВСР № 105: 1924 г.
- Перемыгин Иван: Начальник пулемет. 185 Шуйского стр. полка: Прик. РВСР № 151: 1922 г.
- Пивоваров Пётр: Красноармеец 185 стр. полка: Прик. РВСР № 151: 1922 г.
- Сазонов Иван Александрович: Красноармеец 185 стр. полка: Прик. РВСР № 8: 1921 г.
- Фролов Дмитрий Семёнович: Командир 185 Шуйского стр. полка: Прик. РВСР № 151: 1922 г.
- Целишев Григорий Степанович: Красноармеец 185 стр. полка: Прик. РВСР № 151: 1922 г.
- Шевченко Сергеи Васильевич: Красноармеец 185 стр. полка: Прик. РВСР № 151: 1922 г.
- Шестаков Павел Иванович: Красноармеец 185 полка: Прик. РВСР № 105: 1924 г.

186-й стрелковый полк
- Дербилов Фёдор Яковлевич: Помкомвзвода 186 полка: Прик. РВСР № 338: 1924 г.
- Кабанов Николай Максимович: Взводный командир 186 стр. полка: Прик. РВСР № 42: 1921 г.
- Ковин Валериан: Красноармеец 186 полка: Прик. РВСР № 353: 1921 г.
- Красных Николай Фёдорович: Помкомвзвода 186 полка: Прик. РВСР № 338: 1920 г.
- Наумычев Александр Иванович: Комбат 186 полка: Прик. РВСР № 338: 1920 г.
- Пинаев Алексей Михайлович: Помкомвзвода 186 полка: Прик. РВСР № 338: 1920 г.
- Рогожкин Александр Антонович: Комроты 186 полка: Прик. РВСР № 338: 1920 г.
- Шестаков Павел Прокопьевич: Комбат 186 стр. полка: Прик. РВСР № 41: 1921 г.

187-й стрелковый полк
- Александров Александр Александрович: Красноармеец 187 полка: Прик. РВСР № 105: 1924 г.
- Блинов Александр Максимович : Комотделения 187 стрелкового полка: Прик. РВСР № 601: 1920 г.
- Богданов Александр Кириллович : Красноармеец 187 полка: Прик. РВСР № 105: 1924 г.
- Богомолов Михаил Михайлович: Старшина 187 полка: Прик. РВСР № 105: 1924 г.: Третье награждение
- Васенин Пётр Васильевич: Н-к пулемёт. к-ды 187 стр. полка: Прик. РВСР № 8: 1921 г.
- Димитриченко Ефим Васильевич: Пулемётчик 187 стр. полка: Прик. РВСР № 41: 1921 г.
- Жиликов Арсений: Красноармеец 187 полка: Прик. РВСР № 353: 1921 г.
- Жуликов Арсений Максимович : Красноармеец 187 стр. полка: Прик. РВСР № 8: 1921 г.
- Задруцкий Осип: Красноармеец пулькоманды 187 стр. полка: Прик. РВСР № 502: 1920 г.
- Клемешов Клементий: Пулемётчик 187 стр. полка: Прик. РВСР № 41: 1921 г.
- Колпащиков Василий Алексеевич: Комбат 187 стр. полка: Прик. РВСР № 41: 1921 г.
- Лукин Григорий Сергеевич: Красноармеец 1 роты 187 стр. полка: Прик. РВСР № 502: 1920 г.
- Микулин Меневаль: Красноармеец 187 стр. полка: Прик. РВСР № 601: 1920 г.
- Набиулин Ганиул: Взводный командир 187 стр. полка: Прик. РВСР № 8: 1921 г.
- Оловянишников Александр Михайлович: Вр. комбат 187 стр. полка: Прик. РВСР № 41: 1921 г.
- Рахматулин Ганимулла: Комроты 187 стр. полка: Прик. РВСР № 502: 1920 г.
- Самусенко Степан Федосеевич: Комбат 187 стр. полка: Прик. РВСР № 502: 1920 г.
- Степанов Василий Степанович: Комвзвода 187 стр. полка: Прик. РВСР № 601: 1920 г.
- Шкодин Павел: Адъютант 187 стр. полка: Прик. РВСР № 502: 1920 г.

188-й стрелковый полк
- Долгов Михаил Алексеевич: Отд. ком. 188 полка: Прик. РВСР № 105: 1924 г.
- Егоров Илларион Матвеевич : Отделком 188 полка: Прик. РВСР № 105: 1924 г.
- Кузнецов Фёдор: Командир 188 стр. полка: Прик. РВСР № 77: 1920 г.
- Морев Семён Григорьевич: Отделком 188 полка: Прик. РВСР № 105: 1924 г.
- Нестеренко Илья Сергеевич: Отделком 188 стр. полка: Прик. РВСР № 41: 1921 г.
- Сидорович Сидор Осипович: Конный разведчик 188 стр. полка: Прик. РВСР № 8: 1921 г.
- Соломин Матвей: Комроты 188 стр. полка: Прик. РВСР № 355: 1919 г.
- Сторожев Дмитрий: Комбат 188 стр. полка: Прик. РВСР № 355: 1919 г.
- Сурнин Алексей Васильевич: Н-к пулемёта 188 стр. полка: Прик. РВСР № 41: 1921 г.
- Фёдорович Семён: Красноармеец 188 полка: Прик. РВСР № 353: 1921 г.
- Филиппов Александр: Командир 188 стр. полка: Прик. РВСР № 77: 1920 г.
- Яковлев Всеволод: Комполка 188 стрелкового: Прик. РВСР № 353: 1921 г.
- Яковлев Всеволод Фёдорович: Комполка 188 стрелкового: Прик. РВСР № 8: 1921 г.

189-й стрелковый полк
- Анциферов Иван Иванович : Вр. помкомполка 189: Прик. РВСР № 260: 1920 г.
- Анциферов Иван Иванович : Пом. ком. полка 189: Прик. РВСР № 260: 1925 г.
- Константинов Иван Константинович: Красноармеец 189 полка: Прик. РВСР № 105: 1924 г.
- Сердюков: Красноармеец 189 полка: Прик. РВСР № 353: 1921 г.
- Сердюков Александр Григорьевич: Красноармеец пулькоманды 189 стр. полка: Прик. РВСР № 8: 1921 г.
- Соколов Пётр Иванович: Красноармеец 189 полка: Прик. РВСР № 105: 1924 г.
- Солодов Василий Яковлевич: Командир полка 189 стрелкового: Прик. РВСР № 4: 1922 г.
- Травков Николай Фролович: Красноармеец 189 полка: Прик. РВСР № 105: 1924 г.

## Газета
Выходила газета «Красный стрелок». Редактор — майор Грязнов Борис Зотович (1914->1985)